# فيليب ريبو
فيليب ريبو (بالفرنسية: Philippe Rebbot)‏ هو ممثل فرنسي، ولد في 1953.

## وصلات خارجية
- فيليب ريبو على موقع IMDb (الإنجليزية)
- فيليب ريبو على موقع ألو سيني (الفرنسية)
- فيليب ريبو على موقع قاعدة بيانات الفيلم (الإنجليزية)
- فيليب ريبو على موقع كينوبويسك (الروسية)